# Tromatobia notator
Tromatobia notator är en stekelart som först beskrevs av Fabricius 1804.  Tromatobia notator ingår i släktet Tromatobia och familjen brokparasitsteklar. Inga underarter finns listade i Catalogue of Life.